# Иконники
Ико́нники — упразднённое село на территории Филипповского сельского поселения Зиминского района Иркутской области России.

## История
Основано в 1909 году.
В советские годы — административный центр Иконниковского сельсовета.
В 1970-х годах село Иконники было признано неперспективным, колхоз и школа были закрыты и вскоре населённый пункт перестал существовать. Здание церкви было перенесено в посёлок Большеворонежский под школу-интернат, здание сельсовета — в село Филипповск под контору совхоза.

## Инфраструктура
Функционировала школа, колхоз «Каганович», который в 1940-х годах был переименован на «Власть труда». Была также церковь, которая была сильно разрушена и переоборудована под клуб в 1930-х годах.